# Japansk vagtel
Japansk vagtel (Coturnix japonica) er en vagtelart, som findes vildt i Japan, Rusland, Korea og Kina. Den er senere blevet introduceret til Italien, hvor den nu også findes vildt. I marts 1990 udrugede man succesfuldt æg fra den japanske vagtel på rumstationen Mir. Man har også haft æg fra vagtlen med på flere russiske og i sin tid sovjetiske rumekspeditioner.  Vagtlen bliver ofte forvekslet med den europæiske vagtel, men den adskiller sig betydeligt fra denne ved at have et meget anderledes kald.

## Vagtelindustrien og domesticering
I vagtelopdræt er der blevet fremavlet japanske vagtler, som lægger lyseblå æg, dette skyldes et recessivt gen, som begge vagtelhønens forældre skal være bærere af, for at den lægger de blå æg. Disse vagtler kaldes celadon vagtler. Derudover er der blevet fremavlet forskellige farvevariationer af den japanske vagtels fjerdragt, disse inkluderer bl.a. hvid, grå og forskellige nuancer af brun. 
Japanske vagtler bruges ofte i vagtelindustrien til både produktion af æg og kød. Vagtlen begynder at lægge æg, når den bliver 7 uger gammel og fortsætter med at lægge ca. 1 æg om dagen i et års tid, hvorefter den slagtes, da æglægningen herefter bliver uregelmæssig.  

### Domesticering
De tidligste optegnelser over domesticerede japanske vagtelpopulationer er fra Japan fra det 12. århundrede, men nogle beviser tyder på, at arten faktisk blev tæmmet allerede i det 11. århundrede. Disse fugle blev oprindeligt opdrættet som sangfugle, og de menes at have været regelmæssigt brugt i sangkonkurrencer. I begyndelsen af 1900'erne begyndte japanske opdrættere selektivt at opdrætte for øget ægproduktion. I 1940 blomstrede industrien omkring vagtelæg, men begivenhederne under Anden Verdenskrig førte til fuldstændigt tab af vagtellinjer opdrættet for deres sangtype, såvel som næsten alle dem, der blev opdrættet til ægproduktion. Efter krigen blev de få vagtler, der var tilbage, brugt til at genopbygge industrien, og alle nuværende kommercielle og laboratorielinjer i dag anses for at stamme fra denne resterende bestand.[./Https://en.m.wikipedia.org/wiki/Japanese_quail Https://en.m.wikipedia.org/wiki/Japanese quail]